# بونغ جون هو
بونغ جون هو (بالكورية: 봉준호) هو مخرج أفلام، وكاتب سيناريو، وسياسي كوري جنوبي، حائز على عدة جوائز؛ جائزة الأوسكار2020 كأفضل مخرج، وأفضل فيلم، وأفضل فيلم أجنبي، وأفضل سيناريو أصلي، وجائزة السعفة الذهبية بمهرجان كان السينمائي الدولي 2019 في دورته 72، وجائزة جولدن جلوب، وجميع الجوائز عن فيلمه (2019-Parasite)حازت أعماله من بداياتها على إشادات دولية ونجاحات تجارية مثل فيلم الدراما والجريمة (2003-Memories of Murder)، وفيلم الكوميديا السوداء (2006-The Host)، وفيلم الديستوبيا والخيال العلمي (Snowpiercer-2013) التي حققت أعلى الإيرادات في كوريا الجنوبية. يعتبر بونغ أول مخرج آسيوي يحصل على 4 جوائز أوسكار دفعة واحدة لفيلم واحد، وثاني مخرج آسيوي يفوز بالأوسكار بعد المخرج التايواني أنغ لي، وخامس مخرج آسيوي يترشح للأوسكار بعد أكيرا كوروساوا، وإم. نايت شيامالان، وأنغ لي، وهيروشي تيشجاهارا.
في عام 2017، صنفه موقع ميتاكريتيك في المرتبة السادسة عشر ضمن قائمة أفضل قائمة 25 مخرجًا للسينما في القرن الحادي والعشرين تتميز أفلام بونغ بالموضوعات الاجتماعية، والخلط بين الأنواع، والكوميديا السوداء، والتحولات المزاجية المفاجئة.

## النشأة
ولد بونغ في مدينة دايغو في كوريا الجنوبية عام 1969، وهو الابن الأصغر من بين أربعة أخوة، والده بونغ سانغ جيون وهو بروفيسور ومصمم تخطيطي وصناعي، ووالدته بارك سو يونغ وهي ربة منزل، كان جده لأمه مؤلفا مرموقا خلال الفترة الاستعمارية اليابانية، وأشهر أعماله رواية «يوم في حياة جوبو»، يعمل شقيقه الأكبر بونغ جون سو أستاذا للغة الإنجليزية في جامعة سيول الوطنية، بينما تدرّس شقيقته الكبرى تصميم الأزياء في جامعة أنيانغ الخاصة.

## التعليم
في عام 1988 التحق بونغ بجامعة يونسي، وتخصص في علم الاجتماع، كان حرم الجامعات آنذاك ومنها حرم جامعة يونسي مرتعا للحركة الديمقراطية الكورية الجنوبية، وكان بونغ مشاركا نشطا في المظاهرات الطلابية، وكثيراً ما تعرض للغاز المسيل للدموع في وقت مبكر من سنوات دراسته الجامعية. خدم بونغ لمدة عامين في الجيش وفقا للخدمة العسكرية الإلزامية في كوريا الجنوبية قبل العودة إلى الكلية في عام 1992، وشارك في تأسيس نادٍ سينمائي اسمه (Yellow Door) مع طلاب من الجامعات المجاورة، وأخرج حينها أولى أفلامه كعضو في النادي، تخرج من الجامعة في عام 1995. في أوائل التسعينيات، أكمل بونغ برنامجًا لمدة عامين في الأكاديمية الكورية لفنون السينما، وأثناء وجوده فيها، قام بتصوير العديد من الأفلام القصيرة، ودُعيت أفلام تخرجه لعرضها في مهرجانات السينما الدولية في فانكوفر وهونج كونج، تعاون أيضًا في العديد من الأعمال مع زملائه في الأكاديمية، وأبرزها مصور سينمائي في فيلم «التخيل» الذي أخرجه صديقه جانج جون هوان، ونال استحسانًا كبيرًا عام 2001، وأيضا مخرج الإضاءة في فيلم «أصوات من السماء والأرض» من إنتاج تشوي إكوان، درس بونغ أفلام مارتن سكورسيزي وكوينتين تارانتينو، وأصبحوا من أهم المؤِثرين في صناعته للأفلام.

## الحياة المهنية
بعد تخرجه أمضى بونغ 5 أعوام مساهما في أعمال متنوعة لمخرجين آخرين، وبعد ذلك العام 2000 بدأ تصوير أول أفلامه (Barking Dogs Never Bite) الذي يدور حول أستاذ جامعي برتبة متدنية يقوم بخطف كلب جاره، وكان تصوير هذا الفيلم في نفس المجمع السكني الذي عاش فيه بونغ بعد زواجه، لم ينل فيلمه هذا اهتماما كافيا وقت صدوره آنذاك، على الرغم من أنه حصل على تعليقات إيجابية من النقاد، ولكنها كانت خافتة، وبعد ذلك تمت دعوة الفيلم إلى قسم المنافسة في مهرجان سان سيباستيان السينمائي الدولي في إسبانيا، وفاز بعدة جوائز. الفيلم الثاني لبونغ (Memories of Murder) مقتبس من مسرحية شعبية تركزت على قاتل متسلسل واقعي روع مدينة ريفية في الثمانينيات ولم يتم القبض عليه، كانت عملية إنتاج الفيلم طويلة وشاقة، وسجل الفيلم رقما قياسيا محليا لعدد الأماكن التي استخدمها في التصوير، تم إصداره في أبريل 2003 ولاقى قبولا شعبيا ونقديا، ونال العديد من الجوائز المحلية والعالمية.

## النجاح الدولي
يعتبر فيلم بونغ «المضيف» نقلة مهمة في حياته المهنية، حيث وصل عدد التذاكر المباعة إلى 13 مليون تذكرة داخل كوريا، وسرعان ما تم بيع الفيلم حول العالم، واشترت يونيفرسال حقوق إعادة الإصدار.

## الحياة الشخصي
كان بونغ عضوا في الحزب التقدمي الجديد في كوريا، كما كان يدعم حزب العمل الديموقراطي.

## الأعمال

### أفلام
| السنة | الفيلم                  | عمل في | عمل في        | عمل في |
| السنة | الفيلم                  | أخراج  | كتابة سيناريو | منتج   |
| ----- | ----------------------- | ------ | ------------- | ------ |
| 1997  | Motel Cactus            | لا     | نعم           | لا     |
| 1999  | Phantom: The Submarine  | لا     | نعم           | لا     |
| 2000  | Barking Dogs Never Bite | نعم    | نعم           | لا     |
| 2003  | ذكريات قاتل             | نعم    | نعم           | لا     |
| 2005  | Antarctic Journal       | لا     | نعم           | لا     |
| 2006  | المضيف                  | نعم    | نعم           | لا     |
| 2009  | الأم                    | نعم    | نعم           | لا     |
| 2013  | محطم الثلج              | نعم    | نعم           | لا     |
| 2014  | Sea Fog                 | لا     | نعم           | نعم    |
| 2017  | أوكجا                   | نعم    | نعم           | نعم    |
| 2019  | طفيلي                   | نعم    | نعم           | نعم    |
| 2025  | ميكي 17                 | نعم    | نعم           | نعم    |

## وصلات خارجية
- بونغ جون هو على موقع IMDb (الإنجليزية)
- بونغ جون هو على موقع ميتاكريتيك (الإنجليزية)
- بونغ جون هو على موقع روتن توميتوز (الإنجليزية)
- بونغ جون هو على موقع مونزينجر (الألمانية)
- بونغ جون هو على موقع قاعدة بيانات الأفلام العربية
- بونغ جون هو على موقع ألو سيني (الفرنسية)
- بونغ جون هو على موقع ميوزك برينز (الإنجليزية)
- بونغ جون هو على موقع رولينغ ستون (الإنجليزية)
- بونغ جون هو على موقع تيرنر كلاسيك موفيز (الإنجليزية)
- بونغ جون هو على موقع أول موفي (الإنجليزية)